# Deutsche Turnmeisterschaften 1934
Die Deutschen Kunstturnmeisterschaften 1934 wurden am 3. und 4. November 1934 in der Westfalenhalle in Dortmund ausgetragen.

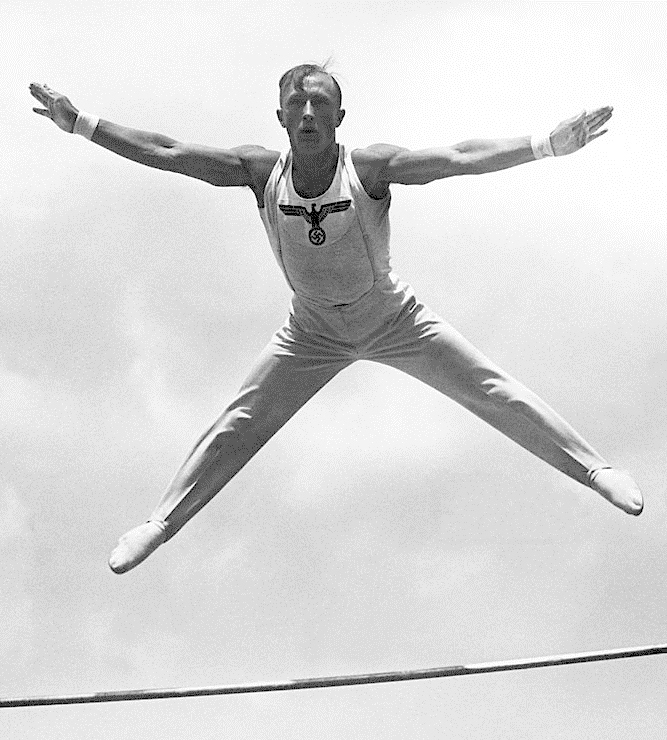
Alfred Schwarzmann bei den Olympischen Spielen 1936

Es maßen sich bei diesem Olympiaprüfungsturnen die besten 120 Gerätturner Deutschlands.
Deutscher Mehrkampfmeister wurde Alfred Schwarzmann vom Turnverein 1860 Fürth.

## Ergebnisse
1. Alfred Schwarzmann 234,3 Punkte
2. Ernst Winter, Frankfurt 226,7 Punkte
3. Heinz Sandrock, Immigrath 223,4 Punkte
4. Walter Steffens, Bremen 223 Punkte
5. Franz Beckert, Neustadt 222,3 Punkte
6. Franz Kindermann, München 217,6 Punkte
7. Erich Polmar, Hohenstein-Ernstthal 217,4 Punkte
8. Friedrich, Aachen 216,8 Punkte
9. Alfred Trostheim, Dortmund 216,5 Punkte
10. Konrad Frey, Bad Kreuznach 214,3 Punkte
11. Reinartz, Köln 214 Punkte
12. Fritz Limburg, Ruhla 213 Punkte
13. Karl Weischedel, Feuerbach 212,2 Punkte
14. Kurt Haustein, Leipzig 211,8 Punkte
15. Arthur Kleine, Leuna 211,7 Punkte